# Contea di Qingyang
La contea di Qingyang (青阳县S, Qīngyáng XiànP) è una contea della Cina, situata nella provincia dell'Anhui.